# Allium rhodopeum
Allium rhodopeum — вид трав'янистих рослин родини амарилісові (Amaryllidaceae), поширений у південно-східній Європі й Туреччині.

## Опис
Цибулина яйцеподібна, 1.5–2.2 x 1–1.5 мм, без цибулинок; зовнішні оболонки коричневі, блідо-коричневі, внутрішні перетинчасті, білуваті. Стебло 15–35(45) см заввишки, голе, жорстке, прямостійне, діаметром 1–3.5 мм, вкрите листовими оболонками на 1/2–2/3 довжини. Листки напівциліндричні, завдовжки 10–30 см, вкриті щільно волосками довжиною 0.3–0.8 мм. Суцвіття нещільне, (10)15–35 квіткове. Оцвітина субконічно-дзвінчаста; листочки оцвітини ≈рівні, довгасті, 5–6 мм завдовжки, 2–2.7 мм завширшки, закруглені і трохи шпилясті на кінчику, з численними щетинками на верхній середній частині спинки, коричнево-зелені з пурпуровим відтінком. Зав'язь зеленувата, завдовжки 2.5–3 мм. Коробочка триклапанна, 4.5–5 x 3.5–4 мм, овально-підкуляста, різко звужується біля основи. 2n = 16.

## Поширення
Поширення: Албанія, Болгарія, Греція, Туреччина, колишня Югославія.
Росте в сухих кам'янистих місцях, переважно в тіні соснових лісів і макісів або на північних оголених схилах, від приморського рівня до висоти 300–400 м.